# Günther Rittau
Günther Rittau (Chorzów, 7 agosto 1893 – Monaco di Baviera, 6 agosto 1971) è stato un direttore della fotografia e regista tedesco.

## Filmografia parziale

### Direttore della fotografia
- Der steinerne Reiter (1923)
- I Nibelunghi: Sigfrido (Die Nibelungen: Siegfried) (1924)
- I Nibelunghi: La vendetta di Crimilde (Die Nibelungen: Kriemhilds Rache) (1924)
- Der Turm des Schweigens (1925)
- Metropolis (1927)
- Heimkehr (1928)
- Asfalto (Asphalt) (1929)
- La sposa del Danubio (Melodie des Herzens) (1929)
- L'angelo azzurro (Der blaue Engel) (1930)
- L'ala della fortuna (Liebling der Götter) (1930)
- La frenesia dell'avventura (Einbrecher) (1930)
- Sua altezza comanda (Ihre Hoheit befiehlt) (1931)
- Bomben auf Monte Carlo (1931)
- Il capitano Craddock (Le capitaine Craddock) (1931)
- Tempeste di passione (Stürme der Leidenschaft) (1932)
- Tumultes (1932)
- Quick, Re dei clown (Quick) (1932)
- Sogno biondo (Ein blonder Traum) (1932)
- Happy Ever After (1932)
- Un rêve blond (1932)
- FP 1 non risponde (F.P.1 antwortet nicht) (1932)
- F.P.1 (1933)
- Oro (Gold) (1934)
- Il principe Voronzeff (Fürst Woronzeff) (1934)
- Zingaro barone (Zigeunerbaron) (1935)
- Canto per te (Liebeslied) (1935)
- Le domino vert (1935)
- Gueule d'amour (1937)
- Volo sul deserto (Verklungene Melodie) (1938)
- S.O.S. Sahara (1938)
- Un dramma nell'Artide (Nordlicht) (1938)
- Senza domani (L'entraîneuse) (1939)
- Dietro il sipario (Der Vorhang fällt) (1939)
- All'est si muore (Kinder, Mütter und ein General) (1955)
- Das Forsthaus in Tirol (1955)
- Das Erbe vom Pruggerhof (1956)
- Wenn wir alle Engel wären (1956)
- Aus meiner Waldheimat (1963)

### Regista
- Oceano in fiamme (Brand im Ozean) (1939)
- Arditi dell'oceano (U-Boote westwärts!) (1941)
- Der ewige Klang (1943)